# All Things to All People
All Things to All People è il secondo album in studio del gruppo rock danese Carpark North, pubblicato nel 2005.

## Tracce
1. Berlin – 4:00
2. Human – 2:32
3. Best Day – 4:27
4. Fireworks – 4:21
5. Run – 4:35
6. Song About Us – 4:10
7. Newborn – 3:19
8. Rest – 5:07
9. The Beasts – 6:36
10. Heart of Me – 4:46